# 黄墁
黄墁（1984年11月—），女，汉族，广西玉林人，中华人民共和国政治人物。2008年5月加入中国共产党。现任玉林市公安局玉州分局刑事侦查大队副大队长、广西壮族自治区妇女联合会兼职副主席。中共十九大、二十大代表。